# 東山公園駅 (愛知県)
東山公園駅（ひがしやまこうえんえき）は、愛知県名古屋市千種区東山通5丁目にある、名古屋市営地下鉄東山線の駅である。駅番号はH17。

## 歴史
- 1963年（昭和38年）4月1日：池下駅 - 当駅間の延伸に伴い開業する[1]。
- 1967年（昭和42年）3月30日：星ヶ丘駅までの延伸開業に伴い途中駅となる[1]。
- 2005年（平成17年）：バリアフリー化され、エレベーター供用開始。
- 2011年（平成23年）2月11日：manacaの運用を開始。
- 2016年（平成28年）1月25日：可動式ホーム柵使用開始。
- 2022年（令和4年）12月5日：レゴブロック製の路線案内図を西改札口前の展示コーナーに設置 [注釈 1][4]。

## 駅構造

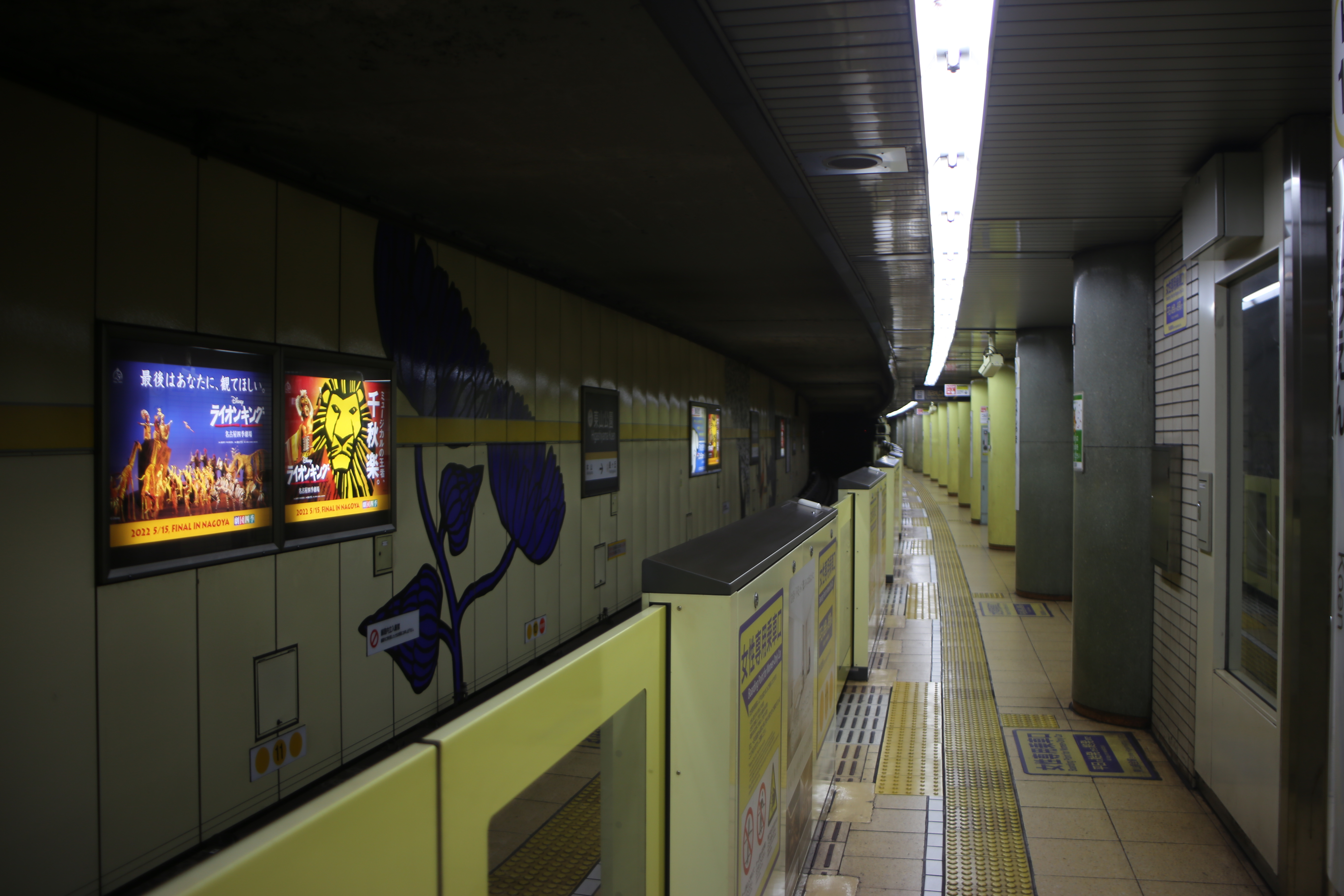
ホーム（2022年1月）

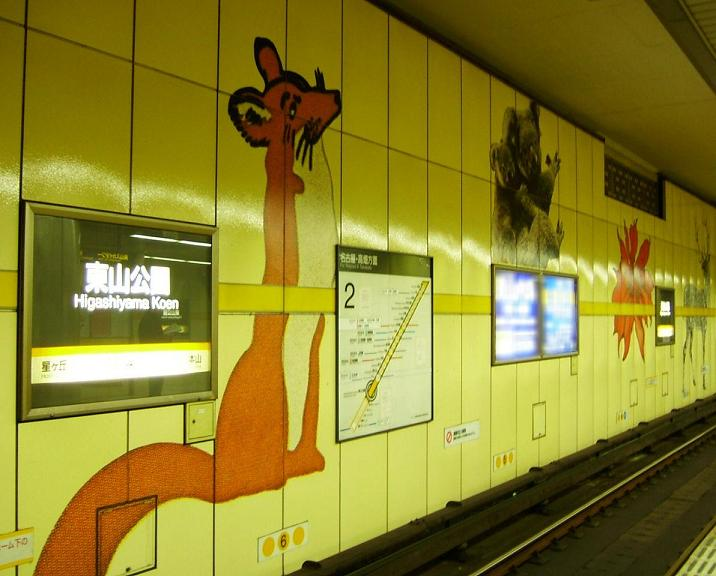
ホーム壁面に描かれている動植物の絵

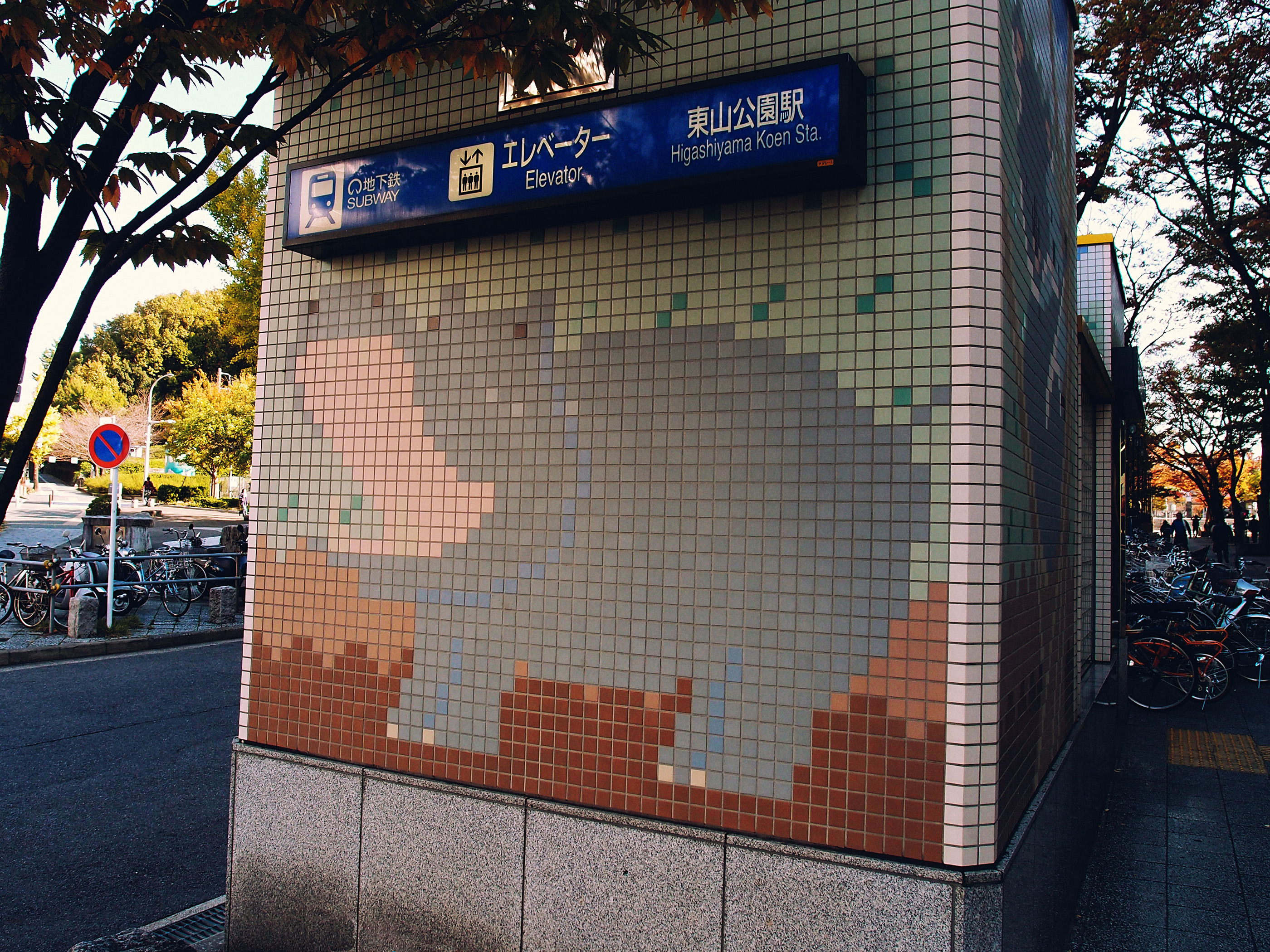
地下へのエレベーター

島式1面2線のホームを持つ地下駅で可動式ホーム柵が設置されている。ホームが曲線上に設置されていることから、列車が停車する際に注意喚起の放送が流れる。星ヶ丘延伸前は本山寄りに両渡り線があり、当駅で終点となった列車はこれを使って折り返していた。
当駅は、東山線駅務区名古屋管区駅が管轄している。

### のりば
| ホーム | 路線   | 行先                 |
| ------ | ------ | -------------------- |
| 1      | 東山線 | 藤が丘方面           |
| 2      | 東山線 | 栄・名古屋・高畑方面 |

## 駅周辺
東山動植物園にちなみ、ホームの壁面には動物・植物の絵が描かれている。

### 周辺の施設
- 東山公園
  - 東山動植物園
  - 東山スカイタワー
- 名古屋市千種図書館
- 千種スポーツセンター
- 名古屋市消防局 千種消防署東山出張所
- 東山ビル（A・B棟）[注釈 2]
- あいち銀行東山中央支店[注釈 3]
- あいち銀行東山支店[注釈 4]
- 愛知県道60号名古屋長久手線（広小路通・東山通）[注釈 5]
- 千種区役所 仮庁舎
- コノミヤ 東山店

## 利用状況
名古屋市統計年鑑によると、当駅の一日平均乗車人員は以下の通り推移している。
- 2004年度：6,605人
- 2005年度：6,639人
- 2006年度：6,668人
- 2007年度：6,965人
- 2008年度：7,176人
- 2009年度：7,144人
- 2010年度：6,930人
- 2011年度：7,069人
- 2012年度：7,313人
- 2013年度：7,648人
- 2014年度：7,723人
- 2015年度：8,116人
- 2016年度：8,029人
- 2017年度：8,296人
- 2018年度：8,233人
- 2019年度：7,987人

## 東山公園バス停

### バス路線

#### 名古屋市営バス
1番のりばは東山公園駅1番出入口の西側に、2番のりばは東山公園駅4番出入口の西側に存在する。
- 深夜1：栄 - 東山公園 - 藤が丘（運休中）

## 隣の駅
名古屋市営地下鉄
 東山線
本山駅 (H16) - 東山公園駅 (H17) - 星ヶ丘駅 (H18)